# Gedungharta
Gedungharta is een bestuurslaag in het regentschap Lampung Selatan van de provincie Lampung, Indonesië. Gedungharta telt 1088 inwoners (volkstelling 2010).